# Para ti es el mundo
Para ti es el mundo es una obra de teatro en tres actos, escrita por Carlos Arniches y estrenada en el Teatro Lara de Madrid el 17 de octubre de 1929.

## Argumento
Paquito es un joven consentido al que su madre, la viuda adinerada Marcelina, nunca le ha negado un deseo. Pero, por primera vez en su vida, el muchacho se encuentra con un obstáculo: su primera Amalia, humilde planchadora, rechaza sus acercamientos amorosos, pues ya se encuentra ennoviada. Paquito culpa a su madre de su tragedia por haberlo convertido en un pelele caprichoso indigno del amor de Amalia. Marcelina, siempre atenta a los deseos de su hijo, trata de convencer a los padres de la joven de que apoyen un acercamiento, recordándoles la buena posición del muchacho. Pero Amalia permanece en sus trece. Hasta que se descubre la ficción: Amalia no tiene novio, y sólo pretendía probar la lealtad de inteciones de Paquito. Consciente de la pasión levantada, finalmente cede y todo acaba en boda.

## Personajes
- Amalia
- Marcelina
- La Tere
- Seña Reme
- Pili
- Patro
- Nati
- Una niña
- Paquito
- Señor Santos
- Casiano
- Pepe
- Bendaña
- Telele
- Un vecino

## Representaciones destacadas
- Teatro (Estreno, 1929). Intérpretes: Carmen Carbonell (Amalia), Antonio Vico (Paquito), Concha Catalá (Marcelina), Leocadia Alba, Matilde Galiana, Amelia Noñega, Manuel González, Nicolás Rodríguez, Gaspar Campos.
- Cine (España, 1941). Dirección: José Buchs. Intérpretes: Raquel Rodrigo, Antonio Casal, Ana de Leyva, Antonio Riquelme, Gaspar Campos.
- Televisión (Teatro de siempre, de Televisión española, en 1968).